# Dmychadlo
Dmychadlo je stroj pro stlačování (tlakem do 0,3 MPa) a dopravu plynů, nejčastěji vzduchu. Běžná provedení dmýchadel dokáží při otáčkách 1000/min dopravit až 400 m³/min. Dmychadla se používají například v metalurgii, v dolech, v chemickém průmyslu a pro vznášedla.
Průmyslová dmychadla se dělí na dmychadla s bočním kanálem a Rootsova dmychadla. Dmychadla s bočním kanálem využívají k vytváření tlakového rozdílu laminární proudění kolem rotoru. Rootsova dmychadla pracují na principu speciálně tvarovaných rotujících pístů (ve tvaru ledvin), které odčerpávají vzduch z vstupu a vyfukují jej na výstupu. Oba typy dmychadel lze použít jako vývěvy, nebo jako kompresory.